# Alexéi Tíshchenko
Alexéi Víktorovich Tíshchenko –en ruso, Алексей Викторович Тищенко– (Omsk, URSS, 29 de mayo de 1984) es un deportista ruso que compitió en boxeo.
Participó en dos Juegos Olímpicos de Verano, obteniendo dos medallas de oro, en Atenas 2004 en el peso pluma y en Pekín 2008 en el peso ligero.
Ganó dos medallas en el Campeonato Mundial de Boxeo Aficionado, oro en 2005 y bronce en 2007, y una medalla de oro en el Campeonato Europeo de Boxeo Aficionado de 2006.

## Palmarés internacional
| Juegos Olímpicos   | Juegos Olímpicos         | Juegos Olímpicos  | Juegos Olímpicos |
| Año                | Lugar                    | Medalla           | Categoría        |
| ------------------ | ------------------------ | ----------------- | ---------------- |
| 2004               | Atenas (Grecia)          | Medalla de oro    | 57 kg            |
| 2008               | Pekín (China)            | Medalla de oro    | 60 kg            |
| Campeonato Mundial |                          |                   |                  |
| Año                | Lugar                    | Medalla           | Categoría        |
| 2005               | Mianyang (China)         | Medalla de oro    | 57 kg            |
| 2007               | Chicago (Estados Unidos) | Medalla de bronce | 60 kg            |
| Campeonato Europeo |                          |                   |                  |
| Año                | Lugar                    | Medalla           | Categoría        |
| 2006               | Plovdiv (Bulgaria)       | Medalla de oro    | 60 kg            |